# 타자와 마스미
타자와 마스미(일본어: 田澤 茉純 たざわ ますみ[*])는 일본의 성우이다. 가나가와현 출신. 도쿄배우생활협동조합 소속.

## 출연작

### TV 애니메이션
- 2013년
  - 단칸방의 침략자!? - 쿠라노 키리하
  - 미스 모노크롬 - 조연
  - DD북두의 권

- 2014년
  - 4월은 너의 거짓말 - 나기의 친구
  - 월간 순정 노자키군 - 여학생

- 2015년
  - 미카구라 학원 조곡 - 여자
  - 발키리 드라이브 머메이드 - 시구레 카스미
  - 성검사의 금주영창 - 유아
  - 스타뮤 - 중등부 여학생
  - 식극의 소마 - 남학생
  - 아이돌 마스터 신데렐라 걸즈 - 하마구치 아야메
  - 야마다와 7명의 마녀 - 사이온지 리카, 이노세 쥰, 오다기리 네네 친위대C
  - 전희절창 심포기어 GX - 파라 스유후
  - 탐정 가극 밀키 홈즈 TD - 노블레스
  - 학교생활! - 여학생
  - 헤비 오브젝트 - 여자의사, 미녀 수사관

- 2016년
  - 석고 보이즈 - 꼬마
  - 아이카츠 스타즈! - 자스민

- 2017년
  - 변변찮은 마술강사와 금기교전 - 테레사 레이디

- 2018년
  - 라멘 너무 좋아 코이즈미 씨 - 여성 조연 다수
  - 마술선배 - 유치원생 외 단역
  - 타다 군은 사랑을 하지 않는다 - 단역
  - 해피 슈가 라이프 - 주부

- 2019년
  - 명탐정 코난 - 히다카(928화)
  - 저, 능력은 평균치로 해달라고 말했잖아요! - 폴린
  - 전희절창 심포기어 XV - 파라 스유후
  - 한밤의 오컬트 공무원 - 픽시, 시바 유우코
  - Re:스테이지! 드림 데이즈♪ - 이치키시마 미즈하

- 2020년
  - 마왕성에서 잘 자요 - 고위급 펭귄
  - 이종족 리뷰어스 - 뉴
  - 주문은 토끼입니까? BLOOM - 레이, 서민부

- 2021년
  - 안녕, 나의 크라머 - 아사히나 타마
  - 우마무스메 PRETTY DERBY 2 - 이쿠노 딕터스
  - 명탐정 코난 - 소녀(1009화 엑스트라)
  - 피치보이 리버사이드 - 소년, 타면귀

### 게임
- 길티기어 STRIVE - 에리카 바솔로뮤
- 라라마지 - 츠키시마 루이
- Re:스테이지! - 이치키시마 미즈하
- 벽람항로 - 차파예프
- 소울워커 - 이오
- 아이돌 마스터 신데렐라 걸즈 - 하마구치 아야메
- 앨리스 기어 아이기스 - 우사모토 안나
- 우마무스메 PRETTY DERBY - 이쿠노 딕터스
- 유우키 유우나는 용사다 꽃매듭의 반짝임 - 아키 마스즈
- 파이어 엠블렘 if - 베르카
- 하얀고양이 프로젝트 - 엘베, 카틀레야
- 헤븐 번즈 레드 - 사쿠라바 세이라

### 기타
- 노기 와카바는 용사다 - 아키 마스즈
- 온센무스메 - 타마츠쿠리 케이